# Matthias Thöns
Matthias Thöns (* 21. Januar 1967 in Witten) ist ein deutscher Mediziner mit Schwerpunkt Anästhesie und  Palliativmedizin sowie Autor zahlreicher Bücher und Publikationen zu Palliativ- und Notfallmedizin. Er gehörte zu den Gründern der Palliativnetze in Bochum und Witten. Der breiteren Öffentlichkeit bekannt wurde er durch sein Wirken gegen die Ökonomisierung in der Medizin, insbesondere durch sein Buch Patient ohne Verfügung sowie diverse Medienauftritte. Dieses Engagement wurde mit dem Deutschen Schmerzpreis 2020 ausgezeichnet.

## Leben
Mattias Thöns legte sein Abitur 1986 am Albert-Martmöller-Gymnasium in Witten ab. Von 1986 bis 1992 studierte er Medizin an der Ruhr-Universität Bochum. Als Assistenzarzt arbeitete er von 1992 bis 1995 in der Anästhesieabteilung des Marienhospital Witten (Chefarzt Ulrich Sommer), unterbrochen von einem zweimonatigen Assistentenaustausch mit der neonatologischen Intensivstation (Chefarzt Klaus Heller). Seine Facharztweiterbildung führte er weiter in der Universitätsklinik für Anästhesiologie, Intensiv-, Palliativ- und Schmerztherapie, Berufsgenossenschaftliches Universitätsklinikum Bergmannsheil, Bochum (Direktor Michael Zenz) und erlangte im Januar 1998 die Facharztanerkennung Anästhesiologie. Die Promotion erfolgte 1996 an der medizinischen Fakultät der Universität Witten/Herdecke (Wolfgang Hatzmann). Es folgten die Zusatzbezeichnungen Notfallmedizin, Palliativmedizin und spezielle Schmerztherapie. 
Seit 1998 arbeitet er als niedergelassener Anästhesist in eigener Praxis, zunächst überwiegend als Narkosearzt, später zunehmend als Palliativmediziner in den von ihm mitgegründeten Palliativnetzen in Bochum (2007) und Witten (2010). Von 2009 bis 2011 war er Mitglied im Vorstand des Hospiz- und Palliativverband NRW e. V. Seit 2011 ist er stellvertretender Sprecher der Landesvertretung NRW der Deutschen Gesellschaft für Palliativmedizin. 2011 erfolgte die Berufung in den Stiftungsrat der Deutschen Palliativstiftung, Fulda (bis 2015). Von 2011 bis 2018 hatte er einen Lehrauftrag für den Querschnittsbereich XIII – Palliativmedizin und war wissenschaftlicher Mitarbeiter in der Abteilung für Allgemeinmedizin der Ruhr-Universität Bochum (Herbert Rusche). 
Von 2012 bis 2015 war er Herausgeber der Zeitschrift Palliativpraxis (Verlag für die deutsche Wirtschaft). 2015 wurde er zum Sachverständigen im Rechtsausschuss des Deutschen Bundestag (Gruppe Peter Hintze, Karl Lauterbach) berufen. 2016 erschien im Piper Verlag der Spiegel-Bestseller Patient ohne Verfügung und 2018 (gemeinsam mit Eckart von Hirschhausen) Zu viel des Guten. Am 26. Februar 2020 war Thöns erfolgreicher Mit-Beschwerdeführer vor dem Bundesverfassungsgericht, § 217 StGB – das Verbot der geschäftsmäßigen Beihilfe zur Selbsttötung wurde antragsgemäß für nichtig erklärt.

## Auszeichnungen
- 2020: Deutscher Schmerzpreis der DGS Deutsche Gesellschaft für Schmerzmedizin e. V.[4]

## Veröffentlichungen (Auswahl)
Bücher
- mit Eckart von Hirschhausen: Patient ohne Verfügung: das Geschäft mit dem Lebensende. Piper Verlag 2016, ISBN 978-3492312196.
- Repetitorium Palliativmedizin. Springer Verlag 2013, ISBN 978-3662590898.
- Memorix Kindernotfälle. Georg Thieme Verlag 2009, ISBN 978-3132411159.